# Świntuszenie
Świntuszenie – debiutancki album studyjny polskiego rapera Tymona wydany pod pseudonimem Świntuch w 2001 roku nakładem oficyny T1-Teraz, nagrany we współpracy z producentem Magierą. Wydawnictwo w konwencji dirty rapu, wzbudziło szereg kontrowersji za sprawą humorystycznych, pornograficznych tekstów. Promowane było singlem „On jest za duży”.
Na płycie wystąpił szereg gości, między innymi Afro Kolektyw, dla którego był to debiut fonograficzny, ale też Peja, czy muzycy wrocławskiej sceny hip-hopowej.

## Lista utworów
1. „Intro” (gościnnie: Fil) – 1:52
2. „Świntuch” (gościnnie: Fil) – 4:04
3. „Dobrze jest ci?” – 4:15
4. „Skit 1” – 0:43
5. „Zrób to sam” (gościnnie: Afro Kolektyw) – 5:05
6. „Leksykon cz. 1” – 1:27
7. „Gołosłowie” – 4:13
8. „Seksmisja” (gościnnie: Roszja) – 4:21
9. „Ja ci lepiej zrobię” (gościnnie: Bluszcz) – 3:26
10. „Skit 2” – 1:01
11. „On jest za duży!!!” (gościnnie: Młoda Foka, Teresa Orlovzki) – 4:07
12. „Leksykon cz. 2” – 1:25
13. „Skok” – 4:39
14. „Skit 3” – 1:07
15. „Językowe sztuczki” (gościnnie: Siny) – 3:22
16. „Te rzeczy są fajne – remiks” (gościnnie: Peja, Roszja) – 4:21
17. „Leksykon cz. 3” – 1:35
18. „Hip-hop i sex” (gościnnie: Bluszcz) – 4:41
19. „Orgia/Outro” – 8:33

## Twórcy
Opracowano na podstawie materiału źródłowego.

- Tymon Smektała – wokal, słowa, produkcja (5)
- Tomasz „Magiera” Janiszewski – produkcja (1–4, 6–15, 17–19)
- Tomasz „Roszja” Jaroszewski – wokal (8, 16), słowa (16), produkcja (16)
- „Rysiek” – bongosy (1–2, 19)
- Marcin Cichy – mastering
- „Fil” – wokal wspierający (1–2)
- Michał „Afrojax” Hoffmann (Afro Kolektyw) – wokal (5), słowa (5)
- Paweł „Nestor” Rymsza (Afro Kolektyw) – wokal (5), słowa (5)
- „DJ Kut-O” – skrecze (3)
- „DJ Dildo” – skrecze (18)
- Jarosław Zagrodny (Bluszcz) – wokal (9, 18)
- Roman Zagrodny (Bluszcz) – wokal (9, 18)
- Ryszard „Peja” Andrzejewski – wokal (16), słowa (16)
- „Młoda Foka” – wokal wspierający (11)
- „Teresa Orlovzki” – wokal wspierający (11)
- „Ania” – wokal wspierający (10)
- Maciej „Siny” Rudnicki – wokal (15), słowa (15)
- Józef Lachowski – okładka
- LOCO Studio – okładka
- Szczepan Kasiura – zdjęcia